# Leila Hamrat
Leila Hamrat, née le 5 avril 1957 à Romans-sur-Isère est une pasteure de l’Église protestante unie de France. Elle a exercé son ministère en France, en Angleterre, aux Pays-Bas et en Suisse.

## Biographie
Leila Hamrat est née le 5 décembre 1957 à Romans-sur-Isère dans une famille d’origine algérienne. Ses parents sont musulmans non pratiquants. C’est une amie de lycée qui l’amène à participer à un groupe œcuménique de jeunes chrétiens où elle rencontre « quelque chose qui a bouleversé [son] adolescence » et qui résonne avec les valeurs transmises « naturellement » par sa famille. Elle fait ensuite des études de théologie protestante « afin de pouvoir servir Dieu à plein temps », études qu’elle termine à la faculté de théologie protestante de Montpellier en 1983.
À Londres, Leila Hamrat va honorer son cahier des charges qui consiste à rajeunir et à redynamiser cette paroisse historique : La Croix relève en 2000 que 70 % des paroissiens ont entre 35 et 45 ans. En 1995, pendant son ministère à Soho, Leila Hamrat ouvre les archives de la paroisse à des chercheurs, ce qui permet la découverte de trois recueils de sermons de Jean Calvin sur Ésaïe, dont 87 dont les textes avaient été perdus (et 156 étaient déjà connus par ailleurs). Leila Hamrat est régulièrement intervenue sur les ondes de la radio-télévision protestante en France et en Suisse. Elle a délivré la prédication de l’Assemblée du Désert du 7 septembre 2003.
Elle a exercé son ministère successivement à :
- Paris : pasteur à mi-temps de la paroisse de Montparnasse-Plaisance (Église réformée de France), et poste d’aumônier universitaire, 1983-1991
- Londres : Église protestante française de Londres à Soho Square, 1991-2004
- Paris : Église réformée des Batignolles, EPUdF, 2004-2010[8]
- Utrecht : Église wallonne, 2010-2013[9]
- Bex, puis à La Tour-de-Peilz en Suisse, Église évangélique réformée du canton de Vaud, avril 2013-2020[10]
- Bayonne : Église protestante unie de la côte basque et des Landes, EPUdF, depuis 2020[11],[12]

## Position vis-à-vis de l'islam et choix du protestantisme
Leila Hamrat indique :  

« Je n'ai pas fait le choix du christianisme contre l'islam. Mes parents sont, si je puis dire, des musulmans sociologiques. Ils ne sont pas pratiquants. J'ai choisi le protestantisme sur une table rase, puisque je n'ai pas eu d'éducation religieuse. »